# آية السيد
آية السيد (مواليد 9 مايو 1989) هي مبارزة مصرية، مثّلت مصر في دورة بكين 2008.

## المشاركة الأولمبية

### بكين 2008
| الرياضِيّة/ات                           | الحدث    | دور الـ64                    | دور الـ32                             | دور الـ16     | ربع النهائي           | نصف النهائي                               | النهائي / م ب                                | النهائي / م ب |
| الرياضِيّة/ات                           | الحدث    | الخصم النتيجة                | الخصم النتيجة                         | الخصم النتيجة | الخصم النتيجة         | الخصم النتيجة                             | الخصم النتيجة                                | الترتيب       |
| ------------------------------------- | -------- | ---------------------------- | ------------------------------------- | ------------- | --------------------- | ----------------------------------------- | -------------------------------------------- | ------------- |
| آية السيد                             | سيف فردي | —                            | بيكوت (فرنسا) · خ 7–15                | لم تتأهل      | لم تتأهل              | لم تتأهل                                  | لم تتأهل                                     | لم تتأهل      |
| إيمان الجمال                          | شيش فردي | أنغاد-غاور (هولندا) · خ 4–13 | لم تتأهل                              | لم تتأهل      | لم تتأهل              | لم تتأهل                                  | لم تتأهل                                     | لم تتأهل      |
| شيماء الجمال                          | شيش فردي | إيمان شعبان (مصر) · ف 15–12  | نام هيون هي (كوريا الجنوبية) · خ 6–15 | لم تتأهل      | لم تتأهل              | لم تتأهل                                  | لم تتأهل                                     | لم تتأهل      |
| إيمان شعبان                           | شيش فردي | شيماء الجمال (مصر) · خ 12–15 | لم تتأهل                              | لم تتأهل      | لم تتأهل              | لم تتأهل                                  | لم تتأهل                                     | لم تتأهل      |
| إيمان الجمال شيماء الجمال إيمان شعبان | شيش فريق | —                            | —                                     | —             | روسيا (RUS) · خ 23–45 | تصنيف نصف النهائي · الصين (CHN) · خ 24–45 | تحديد المركز السابع · بولندا (POL) · خ 14–45 | 8             |

## روابط خارجية
- آية السيد على موقع أوليمبيديا (الإنجليزية)